# Lasionycta albinuda
Lasionycta albinuda là một loài bướm đêm trong họ Noctuidae.